# كارباسين
الكارباسين مركب عضوي ينتمي لعائلة الفينيل بروبين يتواجد هذا المركب بصفة طبيعية في نبات الدار صيني يتم الآن دراسةأستخدامة كمبيد حشري وكمضاد للآكتئاب وفي علاج للسرطان.

## التحضير
يمكن تحضير مركب الكارباسين بآستخدام مركب السيسامول.